# Herbert Wächter
Herbert Wächter (* 29. Dezember 1932 in Wuppertal; † 1996) war ein deutscher Maler und Grafiker.

## Leben
Herbert Wächter war der Sohn des Malers Alois Wächter und Rosa Maria Wächter in Wuppertal-Oberbarmen. Nachdem er seine gymnasiale Ausbildung abgebrochen hatte, absolvierte er 1948 eine Malerlehre. Von 1951 bis 1953  studierte er an der Werkkunstschule Wuppertal, unter anderem als Schüler von Ernst Oberhoff (Monumentalmalerei) und Otto Schulze (Zeichnen). Die Kreishandwerkerschaft Wuppertal gewährt Wächter hierfür ein Stipendium. Er beendete sein Studium 1953 mit einem Staatsexamen.
Ab 1954 arbeitete Herbert Wächter als freischaffender Maler und Grafiker, hauptsächlich in Wuppertal, wo er Mitglied in der gruppe rbk war. 1953 betrieb er auf Capri ein Atelier und eine Galerie. 1965 erhielt Wächter ein Reisestipendium von der Stadt Wuppertal. Seine Reisen brachten ihn nach Deutschland, Holland, Österreich, Schweiz, Belgien, Luxemburg und Italien (Rom, Sizilien, Trapani, Pantelleria, Capri). Wächter war Mitglied im Verband Bildender Künstler Nordrhein-Westfalen und des Kunstkreises Grosgeismar.

## Werk
In Wuppertal verdiente Wächter seinen Lebensunterhalt unter anderem mit Monumentalarbeiten wie Wandgemälden für Kindergärten, Schulen oder Krankenhäuser. Seine realistischen Reiseskizzen setzte er später im Wuppertaler Atelier um.
Er fertigte Öl- und Aquarellgemälde, Zeichnungen und Druckgrafiken. Die Themen seines gegenständlichen Werkes waren Naturstudien, Architekturmotive und Porträts, die oft seine Frau zeigten. Als Werbegrafiker erhielt er Aufträge von der Mannesmann AG. Der Künstler zeigte seine Arbeiten im In- und Ausland.